# Gavriel Iddan
Gavriel Iddan é um engenheiro electro-óptico israelita e o inventor da cápsula endoscópica. Trabalhando inicialmente na RAFAEL Armament Development Authority em tecnologia de mísseis guiados, Iddan teve a ideia da cápsula endoscópica durante o seu ano sabático em Boston de um vizinho seu, um gastroenterologista, ele também israelita, que sofria de uma dor de estômago não diagnosticada.
Após trabalhar nesta ideia durante quase 20 anos, ele conseguiu criar um protótipo em 1998 - uma câmara de usar uma vez e deitar fora, do tamanho de uma cápsula, que passa através dotracto digestivo, transmitindo continuamente imagens para um receptor no exterior.
A invenção de Iddan foi aprovada pela FDA em 2001, e é comercializada pela empresa Given Imaging, onde Iddan trabalha actualmente como directot técnico (Chief Technology Officer).